# Neomochtherus schineri
Neomochtherus schineri är en tvåvingeart som först beskrevs av Egger 1855.  Neomochtherus schineri ingår i släktet Neomochtherus och familjen rovflugor. Inga underarter finns listade i Catalogue of Life.